# Alcea heldreichii
Alcea heldreichii là một loài thực vật có hoa trong họ Cẩm quỳ. Loài này được (Boiss.) Boiss. mô tả khoa học đầu tiên năm 1867.